# Gerard I van Kamerijk
Gerard I van Kamerijk (ook Gerard van Florennes, ca. 975 - 14 maart 1051) was een geestelijke die langdurig bisschop van Kamerijk was, namelijk van 1012 tot 1051. Gerard stamde uit het gravengeslacht van Florennes-Rumigny. Hij was de tweede zoon van Arnulf van Florennes († ca. 1005) en Ermentrude van Luxemburg.

## Levensloop
Gerard van Florennes studeerde bij Gerbert van Aurillac en werd na deze studies hofkapelaan voor de Duitse koning Hendrik II, voor wie hij onder meer met Robert II van Frankrijk onderhandelde. 
Als vertrouweling van de Duitse keizer werd hij in 1012 aangesteld tot rijksbisschop in het strategisch zeer belangrijke bisdom Kamerijk.. 
In een rijksbijeenkomst in Aken speelde hij in juli 1023 een belangrijke rol in de beslissing de jurisdictie over de abdij van Burtscheid bij Aken aan het prinsbisdom Luik (bisschop Durand) te geven en niet aan Keulen, dat onder leiding stond van aartsbisschop Pilgrim.
Gerard ondersteunde de hervormingen van Richard van Verdun en wijzigde daadkrachtig het bestuur van sommige abdijen (Hautmont, Lobbes e.a.).
Gerard ageerde heftig tegen de ketterij van de Italiaan Gundolfo, waarover hij in 1025 een synode organiseerde in Atrecht. Volgens het verslag van deze synode, de Acta Synodi Atrebatensis, slaagde de bisschop erin de ketters te overtuigen van hun orthodoxie en ze opnieuw te verzoenen met de Kerk.

## Geestelijke stichtingen
Als bisschop was hij betrokken bij de stichting van meerdere geestelijke instellingen.
- De abdij van Florennes: in 1012; toen hij nog seculiere kanunnik was in de kathedraal van Reims, stichtte Gerard onder impuls van zijn familieleden de abdij van Florennes. Richard van Verdun werd hier als eerste abt aangesteld. Drie jaar later stelde Gerard de abdij onder de bisschop van Luik.
- Te Kamerijk stichtte hij in 1047 de Sint-Nicolaaskerk, die echter pas onder zijn opvolger Lietbertus van Kamerijk werd ingewijd.
- In 1047 was hij betrokken bij de oprichting van het Sinte-Goedelekapittel te Brussel.

## Invloed op literatuur
Gerard heeft belangrijke invloed gehad op de schrijvers uit zijn bisdom. Hij staat bekend als de opdrachtgever van de Gesta episcoporum Cameracensium, een omvangrijke kroniek over het bisdom en de bisschoppen van Kamerijk vanaf de 6e eeuw tot aan het bestuur van Gerard, toegeschreven aan zijn kapelaan, Fulco van Kamerijk. 
Gerard is vermoedelijk ook de mentor geweest van meerdere hagiografen, zoals Hugo van Lobbes (1033-1053), Onulfus van Hautmont (ca. 1048), Gonzo van Florennes en de anonieme schrijver van de Vita tertia Gaugerici (vermoedelijk te vereenzelvigen met zijn kapelaan, Fulco van Kamerijk). Uit dekbrieven bij een paar heiligenverhalen die gericht waren aan bisschop Gerard (met name de Vita S. Berlendis en de Vita tertia Gaugerici) blijkt dat hij de redacties persoonlijk stuurde of wenste dat ze aan zijn ultieme goedkeuring werden voorgelegd.

## Edities
- S. Vanderputten. D.J. Reilly (ed.), Gerardus Cameracensis. Acta Synodi Atrebatensis, Vita Autberti, Vita Gaugerici; Varia scripta ex officina Gerardi exstantia (= Corpus Christianorum. Continuatio Mediaevalis 270), Turnhout: Brepols Publishers, 2014 (ISBN 978-2-503-55255-2).

- Bibliothèque nationale de France: cb16996895k (data)
- Catàleg d'autoritats de noms i títols de Catalunya: 981058517089806706
- Gemeinsame Normdatei: 100942520
- International Standard Name Identifier: 0000 0000 0223 2332
- Library of Congress Control Number: no2015009053
- Nationale Bibliotheek van Israël: 987007526512805171
- Nederlandse Thesaurus van Auteursnamen: 387357009
- Réseau des bibliothèques de Suisse occidentale: 02-A025000490
- Virtual International Authority File: 14144782702018390124
- WorldCat: E39PBJp6cc9chQ7MqmkDTxvmBP